# Гошев, Петар
Петар Гошев (макед. Петар Гошев; 5 сентября 1948, село Пирава, община Валандово, Народная Республика Македония, СФРЮ) — македонский государственный деятель, председатель Национального банка Республики Македония.

## Образование
Петар Гошев окончил факультет экономики Университета Св. Кирилла и Мефодия в Скопье. Имеет степень магистра экономических наук.

## Карьера
После университета с 1971 по 1973 год работал экономистом на автозаводе им. 11 октября в Скопье. Затем был экономическим советником в Федерации профсоюзов Македонии (1973-1984), главой администрации председателя ФПСМ (1977), членом Президиума Федерации профсоюзов Македонии (1982-1987).
С 1984 по 1988 год Петар Гошев — член Президиума ЦК Союза коммунистов Македонии. В 1989 году избран председателем СКМ и оставался им до 1991 года. Он был также главой делегации Собрания Социалистической Республики Македонии в Собрании СФРЮ.
С 1990 по 2002 год избирался членом Собрания Республики Македонии.
Из-за разногласий с новым руководством СДСМ (до 1991 — СКМ), Гошев в 1993 году вышел из партии и создал Демократическую партию, став в ней председателем. С 1997 года, после объединения Демократической и Либеральной партий, стал председателем Либерально-демократической партии. В 1999 году, после поражения партии на парламентских выборах в 1998 году, ушёл в отставку.
С 2002 по 2003 год был министром финансов в правительстве Бранко Црвенковского. 22 мая 2004 года избран председателем Национального банка Македонии.